# زایدا
شهر زایدا (به آلمانی: Sayda) در ایالت زاکسن در کشور آلمان واقع شده‌است.